# Oronko岩
44°04′25.1″N 144°59′26.1″E / 44.073639°N 144.990583°E

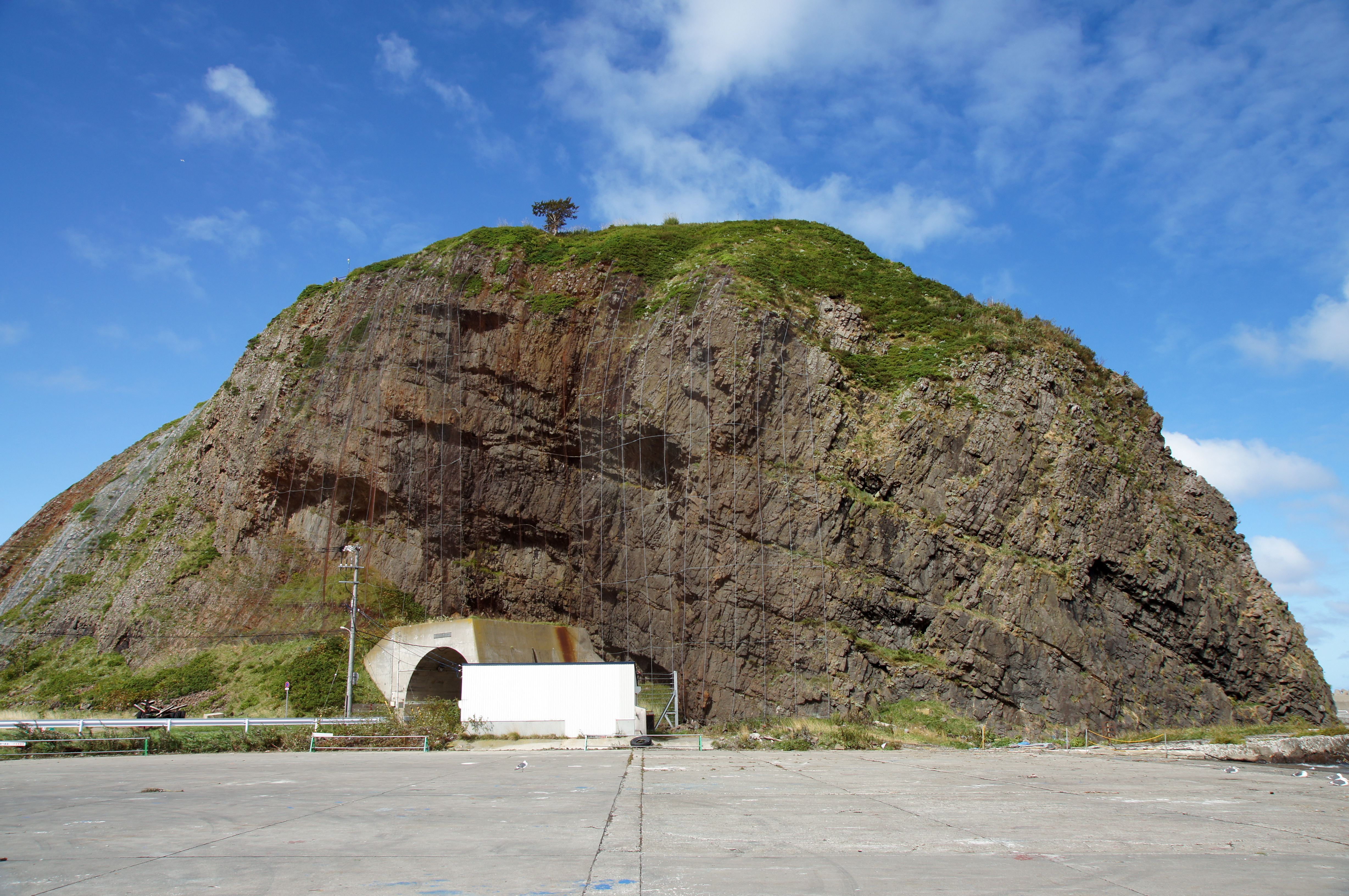
Oronko岩

Oronko岩是位於日本北海道斜里町宇登呂地區宇登呂港旁，高度約60公尺的巨型岩石。岩石的頂部有一平坦的區域，可360度俯瞰包括宇登呂港和市區的週邊景色。為知床八景之一。
岩石目前並沒有中文名稱，Oronko的名稱來自阿伊努語o-rok-watara，意思是「座落在那的岩石」，由於發音與庫頁島的原住民鄂羅克人的發音接近，也被認為可能與其有關連。
由於為了拓展宇登呂港的範圍，Oronko岩下方被開鑿了一條長約60公尺的隧道。此外，在Oronko岩旁約200公尺處，還有一外型酷似哥吉拉的「哥吉拉岩」。

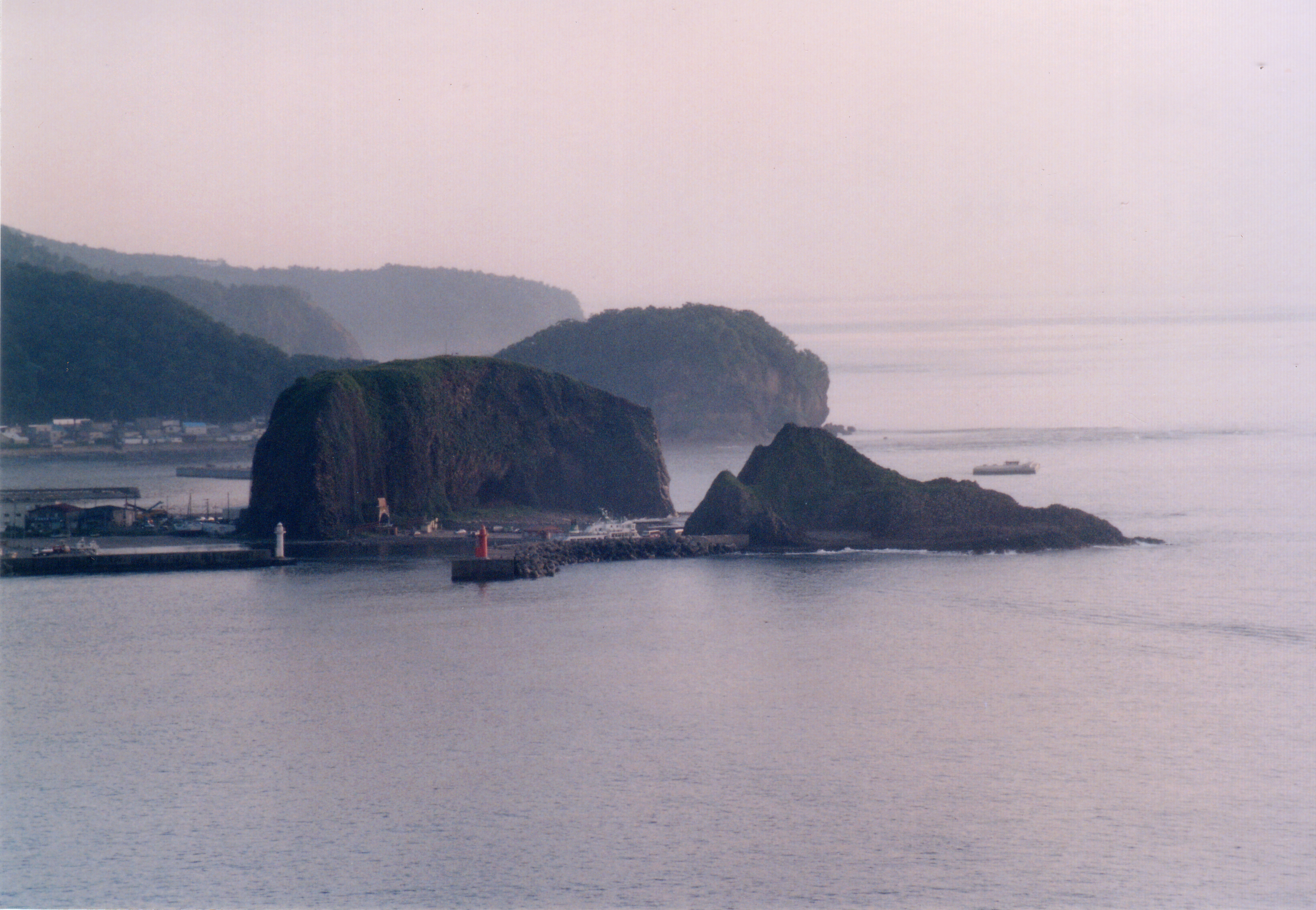
遠看Oronko岩
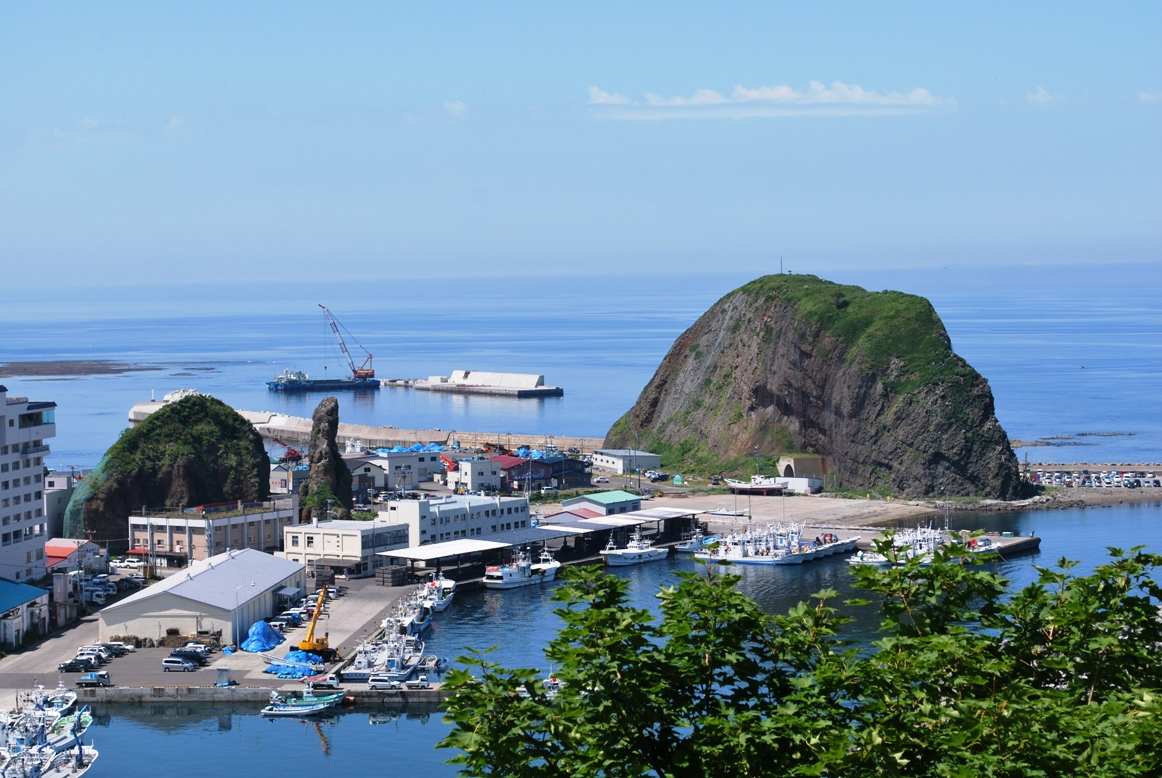
宇登呂港及Oronko岩
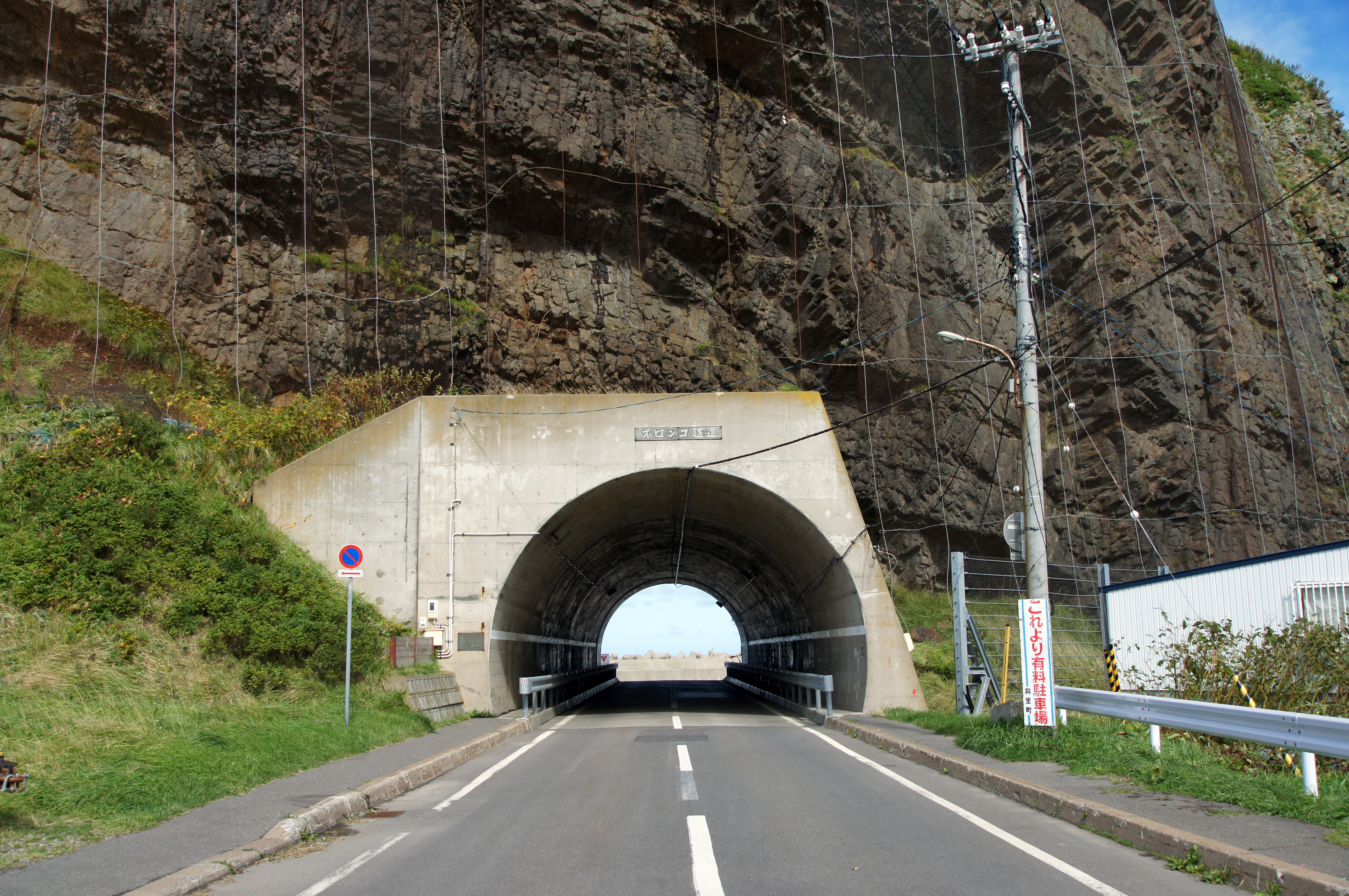
位於Oronko岩下方的Oronko隧道，可通往宇登呂港
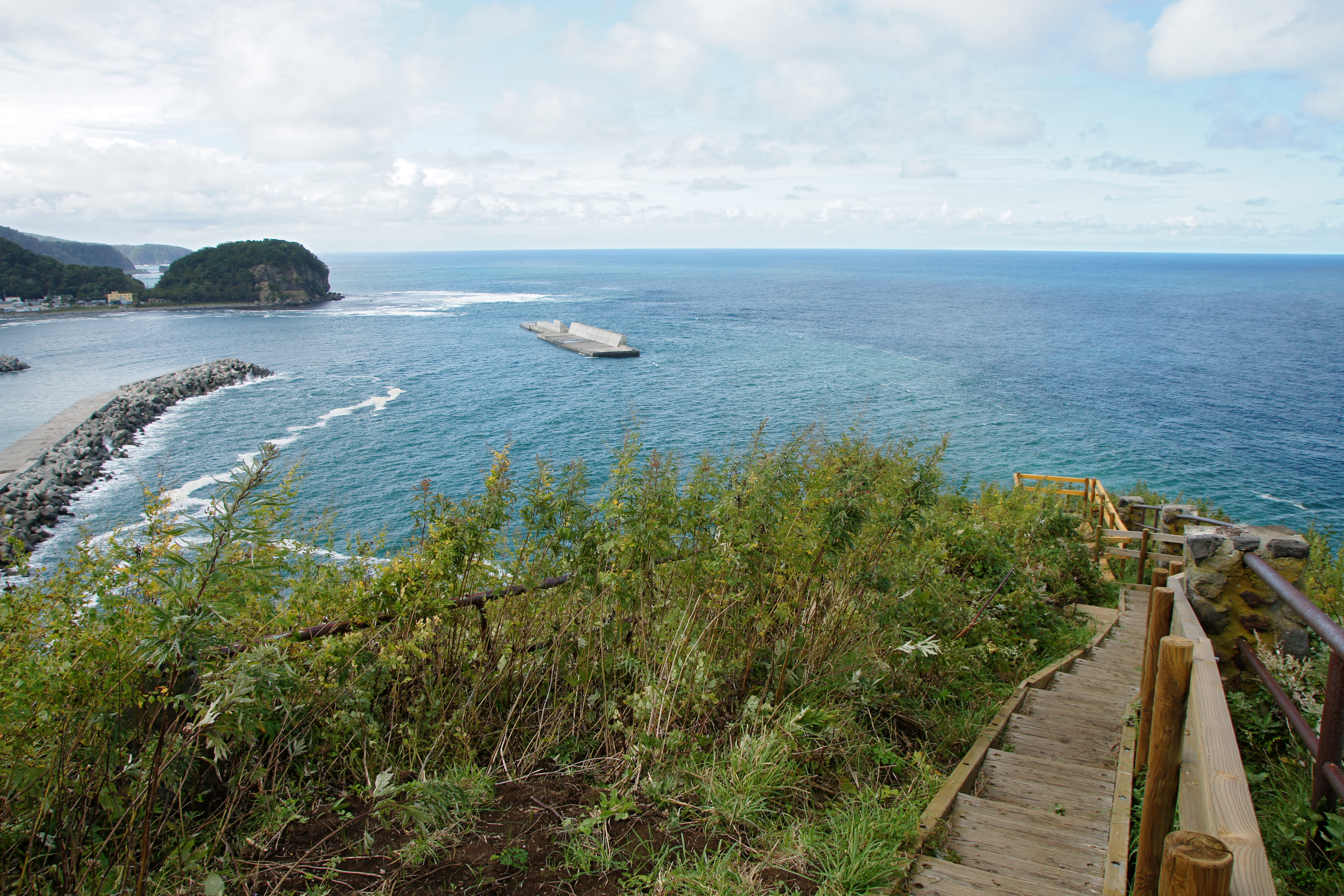
從Oronko上方眺望的鄂霍次克海
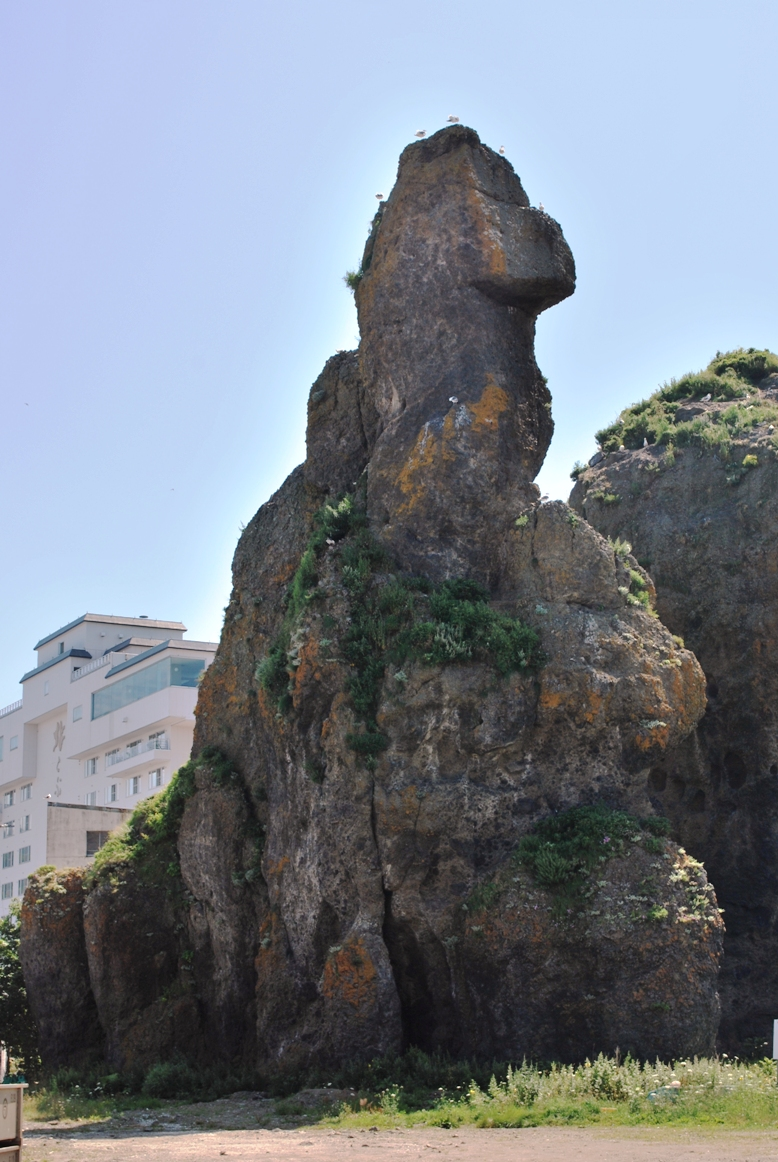
哥吉拉岩

## 外部連結
- （日語） Oronko岩（页面存档备份，存于） - 知床斜里町觀光協會